# Mines de charbon du Lancashire

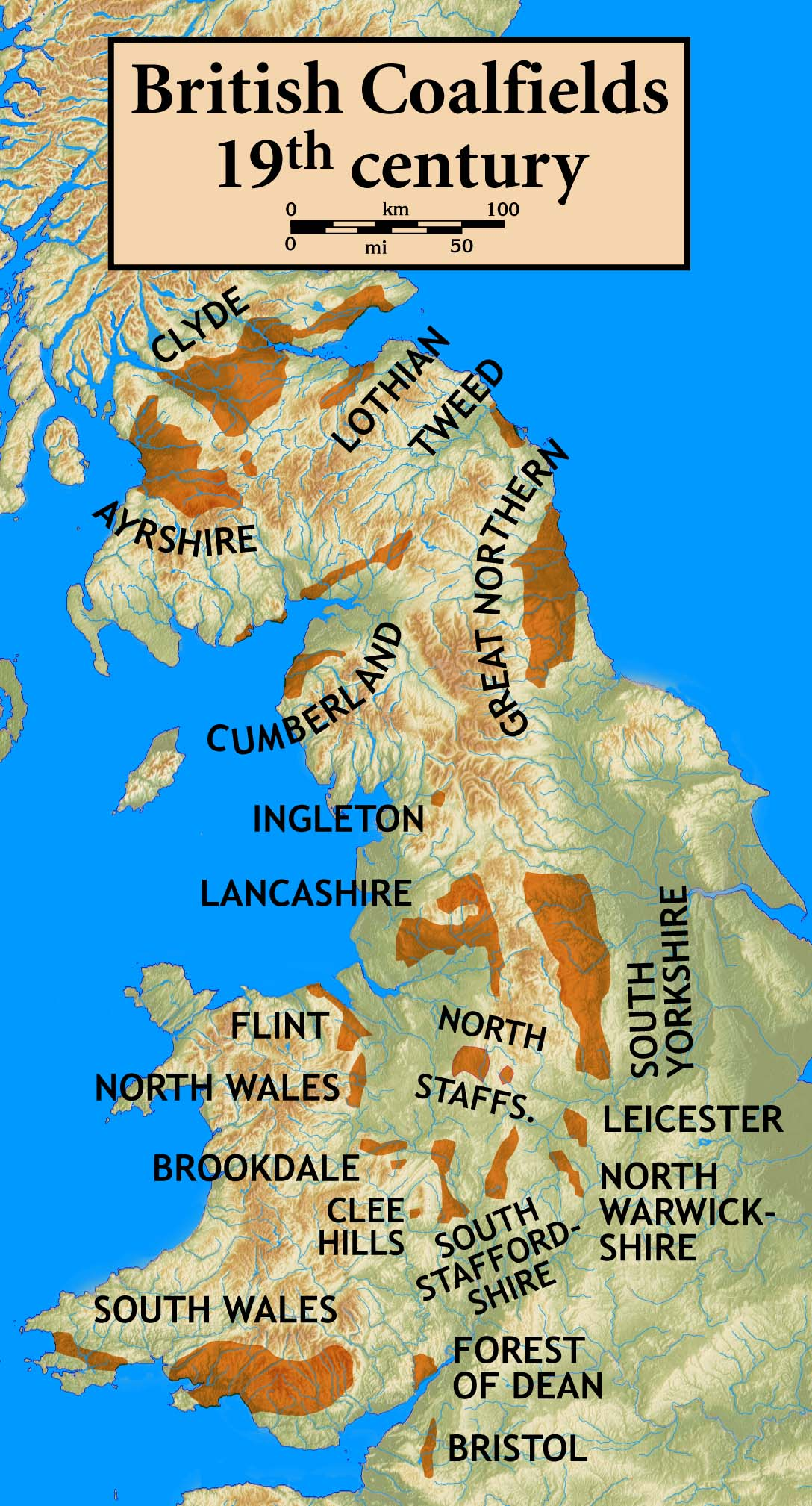
Les mines du charbon du Royaume-Uni

Les mines de charbon du Lanshire étaient concentrées dans la région de Wigan, avec la rivière Douglas au nord et la rivière Mersey au sud, qui se jettent toutes les deux dans l'Atlantique. Les gisements étaient fins, inclinés et profonds, souvent accessibles de la surface, mais rapidement inondés, lorsqu'on creusait plus profond
Leur production, qui était limitée à 15 000 tonnes en 1590 et 20 000 à 30 000 tonnes en 1690 selon l'historien Philip Langton, ou 50 000 tonnes pour l'estimation de J.U. Nef, n'a vraiment pris son essor qu'au XVIIIe siècle, lors de la période des aménagements de rivière en Angleterre.
Auparavant, aucune mine ne produisait au-dessus de 5 000 tonnes et très peu au-dessus de 2 000 tonnes, seulement celle de Haigh (4 000 tonnes, en exploitation depuis 1540 par Bradshaigh. Les antagonismes religieux sont encore vivaces et la littérature locale fait état du fait que les papistes de mines d'à côté, sous-capitalisées, pillent facilement les mines voisines. Les mines d'Aspull et Orell sont toutes exploitées depuis longtemps.
Dans l'ouest de la région, l'extraction houillère prit son essor avec l'ouverture en 1742 de la Navigation Douglas, qui favorisa aussi les débouchés des carrières le long de la Ribble. Les mines de Newburgh et Gillibrands entrèrent alors en production.
L'estimation de Langton parle de 16 puits dans le secteur en 1690 soit une très grande dispersion puis d'une accélération de la production à 68 900 tonnes en 1730, soit plus qu'un doublement, avec 26 puits, dont un qui produit 15 000 tonnes en 1735
La production serait passée de 80 000 tonnes à 350 000 tonnes dans l'ensemble Cheshire et Lancashire entre 1700 et 1750, selon une autre estimation, les différents chiffres montrant qu'elle n'a vraiment pris une importance significative qu'après les aménagements de rivière en Angleterre réalisés surtout dans cette région dès la fin du XVIIe siècle, en particulier la Navigation Douglas au nord du bassin houiller, et la Mersey and Irwell Navigation, au sud de ce même bassin. Ces travaux d'envergure sont relayés progressivement par un réseau de canaux très dense, dont les premiers sont le Sankey Canal de 1757 et le Canal de Bridgewater de 1761.
Entrepreneur emblématique de ces mines de charbon du Lancashire, Francis Egerton (3e duc de Bridgewater) s'endette très jeune pour faire creuser ce Canal de Bridgewater de Worsley (Lancashire) à Manchester pour le transport de charbon extrait de mines situées sur ses terres de Worsley, où plusieurs galeries déversent leur eau directement vers le canal, qui plus loin fait sensation avec son fameux pont-canal au-dessus de l'Irwell, bâti par le célèbre ingénieur James Brindley. À sa mort Francis Egerton (3e duc de Bridgewater) était le noble le plus riche de Grande-Bretagne, avec une fortune de quelque 2 millions de livres, après avoir été endetté tout le reste de sa vie.